# چارکش
چارکش یک روستا در ایران است که در دهستان باقران واقع شده‌است.